# Fußball-Verbandsliga Schleswig-Holstein 1988/89
Die Verbandsliga Schleswig-Holstein wurde zur Saison 1988/89 das 42. Mal ausgetragen und bildete den Unterbau der drittklassigen Oberliga Nord. Die beiden erstplatzierten Mannschaften durften an der Aufstiegsrunde zur Oberliga Nord teilnehmen. Die Mannschaften auf den drei letzten Plätzen mussten in die Landesliga absteigen.

## Vereine
Im Vergleich zur Saison 1987/88 veränderte sich die Zusammensetzung der Liga folgendermaßen: Der TuS Hoisdorf war in die Oberliga Nord auf-, während keine Mannschaft aus Schleswig-Holstein aus der Oberliga Nord abgestiegen war. Die drei Absteiger hatten die Verbandsliga verlassen und wurden durch die vier Aufsteiger NTSV Strand 08 (Wiederaufstieg nach zwei Jahren), SV Ellerbek, TSV Kappeln und TSV Büsum (alle drei erstmals in der höchsten Amateurliga Schleswig-Holsteins) ersetzt.
| Verein                   | Stadt               | Kreis               | Qualifikation                      |
| ------------------------ | ------------------- | ------------------- | ---------------------------------- |
| VfB Lübeck               | Lübeck              |                     | 2. Platz 1987/88                   |
| VfB Kiel                 | Kiel                |                     | 3. Platz 1987/88                   |
| 1. FC Phönix Lübeck      | Lübeck              |                     | 4. Platz 1987/88                   |
| VfR Neumünster           | Neumünster          |                     | 5. Platz 1987/88                   |
| TSB Flensburg            | Flensburg           |                     | 6. Platz 1987/88                   |
| Heider SV                | Heide               | Dithmarschen        | 7. Platz 1987/88                   |
| TSV Pansdorf             | Ratekau             | Ostholstein         | 8. Platz 1987/88                   |
| Itzehoer SV              | Itzehoe             | Steinburg           | 9. Platz 1987/88                   |
| Eutin 08                 | Eutin               | Ostholstein         | 10. Platz 1987/88                  |
| Blau-Weiß Friedrichstadt | Friedrichstadt      | Nordfriesland       | 11. Platz 1987/88                  |
| FC Kilia Kiel            | Kiel                |                     | 12. Platz 1987/88                  |
| TSV Plön                 | Plön                | Plön                | 13. Platz 1987/88                  |
| SV Ellerbek              | Kiel                |                     | Aufsteiger aus der Landesliga Nord |
| TSV Kappeln              | Kappeln             | Schleswig-Flensburg | Aufsteiger aus der Landesliga Nord |
| NTSV Strand 08           | Timmendorfer Strand | Ostholstein         | Aufsteiger aus der Landesliga Süd  |
| TSV Büsum                | Büsum               | Dithmarschen        | Aufsteiger aus der Landesliga Süd  |

## Saisonverlauf
Die Meisterschaft und Teilnahme an der Aufstiegsrunde sicherte sich der VfB Lübeck. Als Zweitplatzierter durfte der VfB Kiel ebenfalls teilnehmen. Lübeck beendete seine Gruppe auf dem zweiten Platz hinter dem TuS Esens und Kiel musste sich in seiner Gruppe lediglich der Amateurmannschaft des Hamburger SV geschlagen geben, wodurch beide den Aufstieg verpassten. Der SV Ellerbek musste die Verbandsliga nach einer Saison wieder verlassen, der Itzehoer SV und der 1. FC Phönix Lübeck mussten beide erstmals aus der höchsten Amateurliga Schleswig-Holsteins absteigen.

### Tabelle
| Pl. | Verein                   | Sp. | S  | U  | N  | Tore    | Diff. | Punkte |
| --- | ------------------------ | --- | -- | -- | -- | ------- | ----- | ------ |
| 1.  | VfB Lübeck               | 30  | 20 | 8  | 2  | 097:300 | +67   | 48:12  |
| 2.  | VfB Kiel                 | 30  | 21 | 6  | 3  | 065:320 | +33   | 48:12  |
| 3.  | VfR Neumünster           | 30  | 18 | 8  | 4  | 057:310 | +26   | 44:16  |
| 4.  | FC Kilia Kiel            | 30  | 12 | 11 | 7  | 048:390 | +9    | 35:25  |
| 5.  | Eutin 08                 | 30  | 13 | 6  | 11 | 064:530 | +11   | 32:28  |
| 6.  | Heider SV                | 30  | 11 | 9  | 10 | 053:470 | +6    | 31:29  |
| 7.  | TSV Pansdorf             | 30  | 11 | 9  | 10 | 054:510 | +3    | 31:29  |
| 8.  | TSV Büsum (N)            | 30  | 12 | 6  | 12 | 060:670 | −7    | 30:30  |
| 9.  | TSB Flensburg            | 30  | 8  | 10 | 12 | 044:530 | −9    | 26:34  |
| 10. | Blau-Weiß Friedrichstadt | 30  | 10 | 5  | 15 | 039:490 | −10   | 25:35  |
| 11. | TSV Kappeln (N)          | 30  | 6  | 13 | 11 | 057:620 | −5    | 25:35  |
| 12. | TSV Plön                 | 30  | 7  | 10 | 13 | 033:490 | −16   | 24:36  |
| 13. | NTSV Strand 08 (N)       | 30  | 8  | 7  | 15 | 056:710 | −15   | 23:37  |
| 14. | SV Ellerbek (N)          | 30  | 7  | 9  | 14 | 049:650 | −16   | 23:37  |
| 15. | Itzehoer SV              | 30  | 5  | 12 | 13 | 033:580 | −25   | 22:38  |
| 16. | 1. FC Phönix Lübeck      | 30  | 4  | 5  | 21 | 038:900 | −52   | 13:47  |

| (M) | Staffelsieger der Verbandsliga Schleswig-Holstein 1987/88 |
| (A) | Absteiger aus der Oberliga Nord 1987/88                   |
| (N) | Aufsteiger aus der Landesliga Schleswig-Holstein 1987/88  |